# クラリサ・チャン
クラリサ・チャン（Clarissa Chun）こと、クラリサ・キョウコ・メイ・リン・チャン（Clarissa Kyoko Mei Ling Chun、女性、1981年8月27日 - ）は、アメリカ合衆国・ハワイ州ホノルル出身のレスリング選手である。日本ではクラリサ・チャンと報道されるが、現地での発音はクラリッサ・チュンが近い。

## 人物
中国系の父と福岡県出身の祖母を持つ日系三世の母の間に生まれた。
7歳で柔道を始め、高校でレスリング転向。ミズーリバレーカレッジ卒業。
北京オリンピックでは48kg級準決勝で伊調千春に敗れ、3位決定戦でもイリーナ・メルレニに敗れ5位。しかし、直後に東京で行われた世界選手権では準決勝で坂本真喜子を降し、初の金メダル。その後、幼稚園で英語を教えるため岐阜県中津川市に4ヶ月間滞在した。
2012年ロンドンオリンピックでは3位決定戦でメルレニに対して雪辱を果たして銅メダル獲得。